# Вале (Кунео)
Вале је насеље у Италији у округу Кунео, региону Пијемонт.
Према процени из 2011. у насељу је живело 110 становника. Насеље се налази на надморској висини од 694 м.